# Остання ніч дитинства
«Остання ніч дитинства» (азерб. «Uşaqlığın son gecəsi») — радянський художній фільм режисера Аріфа Бабаєва, знятий в 1968 році на кіностудії «Азербайджанфільм». Фільм знятий за мотивами однойменного оповідання Максуда Ібрагімбекова, опублікованого у тому ж році. Прем'єра фільму відбулася 26 січня 1970 року в Москві.

## Сюжет
Мурад і Рустам є двоюрідними братами. Мурад тільки закінчив школу. Однак поступити до інституту йому не вдалося. Рустам же, тільки що закінчивши інститут, працює виконробом на м'ясокомбінаті. Він влаштовує Мурада туди звичайним робочим. Але незабаром з'ясовується, що на м'ясокомбінаті не все гладко. Справа в тому, що виконроб нічної зміни Руфат таємно ночами краде зі своїми спільниками м'ясо. Одного разу вночі Мурад бачить це. Але Руфат погрожує Мураду і той обіцяє нікому не розповідати. Незабаром Рустама призначають на посаду начальника нічної зміни. Руфат розуміє, що така заміна може все їм зіпсувати. Тоді він звертається за допомогою своєї спільниці Елі. Знаючи, що Рустам має до неї почуття, він просить її вкрасти у Рустама ключі від складу. Однак, Мурад розповідає все Рустаму. Вони застають Руфата на місці злочину…

## У ролях
- Анвар Гасанов — Мурад
- Сіявуш Шафієв — Рустам
- Тофік Мірзоєв — Руфат
- Мегі Кежерадзе — Еля
- Атая Алієва — Мансура
- Тореханим Зейналова — бабуся
- Алекпер Сейфі — Ісмаїл
- Мамедсадих Нурієв — Давуд
- Хосров Абдуллаєв — Меджнун
- Мелік Дадашев — Нагієв
- Мухтар Манієв — Таїр
- Горхмаз Атакішиєв — Заур
- Юсіф Велієв — старший прораб
- Інсаф Мамедова — Севда
- Самандар Рзаєв — міліціонер

## Знімальна група
- Режисер — Аріф Бабаєв
- Сценарист — Максуд Ібрагімбеков
- Оператор — Заур Магеррамов
- Композитор — Полад Бюль-Бюль огли
- Художник — Ельбей Рзакулієв